# Khalid Wooten
Khalid Wooten (Rialto, 19 febbraio 1990) è un giocatore di football americano statunitense che gioca nel ruolo di cornerback per i Tennessee Titans della National Football League (NFL). Fu scelto nel corso del sesto giro (202º assoluto) del Draft NFL 2013 dai Titans. Al college ha giocato a football all’Università del Nevada-Reno.

## Carriera professionistica

### Tennessee Titans
Wooten fu scelto nel corso del sesto giro del Draft 2013 dai Tennessee Titans. Dopo non essere mai sceso in campo nella sua stagione da rookie, debuttò nella settimana 15 della successiva contro i New York Jets, scendendo in campo anche nelle due gare successive che chiusero l'annata.

## Statistiche
| Partite totali      | 3 |
| Partite da titolare | 0 |
| Tackle              | 0 |
| Sack                | 0 |
| Intercetti          | 0 |

Statistiche aggiornate alla stagione 2014